# استان لادیسلائو کابررا
استان لادیسلائو کابررا (به اسپانیایی: Provincia de Ladislao Cabrera) یکی از استان‌های بولیوی در بولیوی است که در شهرستان اورورو واقع شده‌است. استان لادیسلائو کابررا ۶٬۵۵۴ کیلومتر مربع مساحت و ۱۱٬۶۹۸ نفر جمعیت دارد.